# Иветта (сборник)
Иветта  (фр. Yvette) — сборник новелл французского писателя Ги де Мопассана (1850—1893), опубликованный в 1884 году издательством Виктора Гаварда.
Большинство новелл ранее публиковалось в газетах «Лё Голуа» (Le Gaulois) и «Жиль Блас» (Gil Blas), и Мопассан пользовался псевдонимом Мофриньёз (Maufrigneuse, бальзаковский персонаж — легкомысленная и фривольная герцогиня из «Человеческой комедии»).

## Содержание
В сборник входит 8 новелл:
- Иветта / Yvette (1884);
- Возвращение / Le Retour (1884);
- Брошенный / L’Abandonné (1884);
- Взгляды полковника / Les Idées du colonel (1884);
- Прогулка / Promenade (1884);
- Махмед-Продувной / Mohammed-Fripouille (1884);
- Сторож / Le Garde (1884);
- Берта / Berthe (1884).